# José María Carreño
José María Carreño Blanco (Cúa, 1792 – 1849) è stato un politico venezuelano.
È stato Presidente del Venezuela dal 10 gennaio al 10 aprile 1837.